# Músculo gêmeo inferior
O músculo gêmeo inferior é um músculo da região glútea.